# Alexandre Lombard
Alexandre Lombard (Genève, 23 april 1810 - aldaar, 28 mei 1887) was een Zwitsers bankier, schrijver en filantroop.

## Biografie
Alexandre Lombard was een zoon van Jean-Gédéon Lombard en een broer van Henri-Clermond Lombard. Hij was getrouwd met Elisabeth-Stéphanie Rieu, een dochter van Jean-Louis Rieu. Na zijn studies in de letteren aan de academie van Genève volgde bij bancaire en handelsstudies in Liverpool. In 1834 werd hij directeur bij de bank Lombard, Odier & Cie. In 1851 onderhandelde hij met Camillo Benso di Cavour een Engels-Servische lening.
Lombard maakte het Amerikaanse beurssysteem bekend in Genève en had een rol in de stadsontwikkeling van de terreinen van de oude vestingwerken van de stad. Hij was auteur van talrijke publicaties en historische studies en schreef in 1841 zijn magnum opus Notice sur la position financière actuelle des Etats de l'Amérique du Nord.
Daarnaast was hij een overtuigd christen en bepleitte hij de zondagsrust, wat later de bijnaam Lombard-dimanche zou doen ontstaan.

## Werken
- (fr)  Notice sur la position financière actuelle des Etats de l'Amérique du Nord, 1841.